# انتخابات میان‌دوره‌ای در ایالات متحده آمریکا

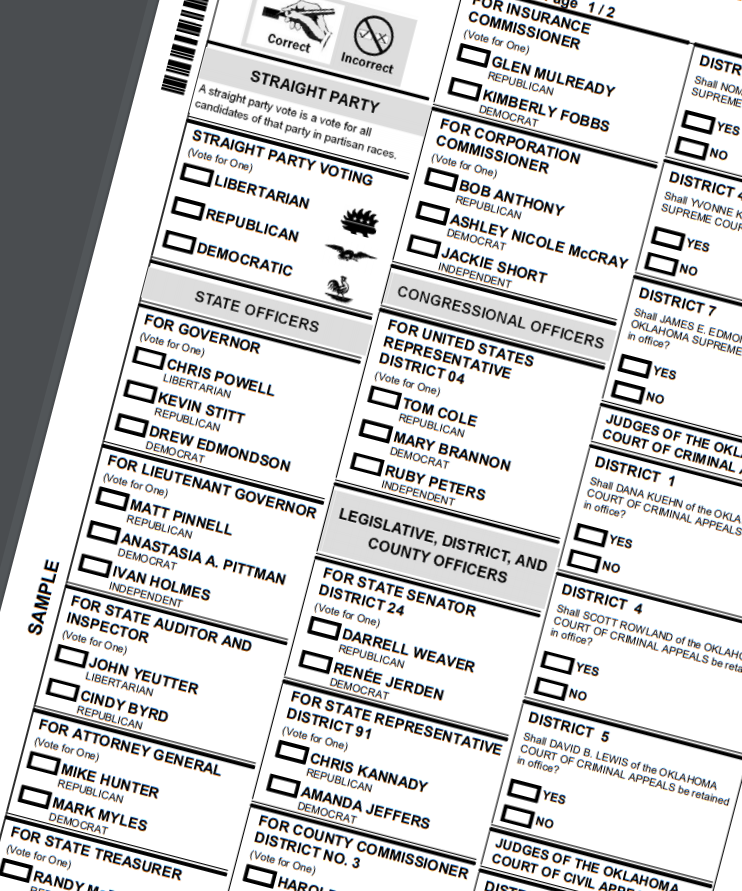
انتخابات کنگره امریکا

انتخابات کنگره ایالات متحده آمریکا (به انگلیسی: U.S. midterm elections) هر دو سال یکبار برگزار می‌شود. هرگاه این انتخابات با انتخابات ریاست جمهوری ایالات متحده آمریکا مصادف شود به آن انتخابات عمومی یا انتخابات ریاست جمهوری گفته می‌شود. در غیر این صورت انتخابات میاندوره‌ای ایالات متحده آمریکا برگزار می‌شود.
انتخابات میان دوره ای در ایالات متحده، انتخابات عمومی است که نزدیک به اواسط دوره چهار ساله ریاست جمهوری، در روز انتخابات در سه شنبه پس از اولین دوشنبه ماه نوامبر برگزار می‌شود. دفاتر فدرال که در دوره میان دوره ای برای انتخابات انتخاب می‌شوند شامل تمام ۴۳۵ کرسی مجلس نمایندگان ایالات متحده و ۳۳ یا ۳۴ کرسی از ۱۰۰ کرسی سنای ایالات متحده است. علاوه بر این، ۳۴ ایالت از ۵۰ ایالت ایالات متحده، فرمانداران خود را برای یک دوره چهار ساله در طول انتخابات میان دوره ای انتخاب می‌کنند، در حالی که ورمونت و نیوهمپشایر فرمانداران را برای دوره‌های دو ساله در هر دو انتخابات میان دوره ای و ریاست جمهوری انتخاب می‌کنند. بدین ترتیب ۳۶ فرماندار در جریان انتخابات میان دوره ای انتخاب می‌شوند. بسیاری از ایالت‌ها نیز در سال‌های میان‌دوره‌ای، افسرانی را برای مجالس قانون‌گذاری ایالتی خود انتخاب می‌کنند. انتخابات در سطح شهرداری نیز برگزار می‌شود. بسیاری از شهرداران، سایر ادارات دولتی محلی و طیف گسترده‌ای از طرح‌های شهروندی در برگه‌های رأی حضور دارند. انتخابات ویژه اغلب همراه با انتخابات عادی برگزار می‌شود، بنابراین سناتورهای اضافی، فرمانداران و سایر مقامات محلی ممکن است برای دوره‌های جزئی انتخاب شوند. انتخابات میان دوره ای از نظر تاریخی میزان مشارکت کمتری نسبت به انتخابات ریاست جمهوری ایجاد می‌کند. در حالی که شرکت کنندگان در ۶۰ سال گذشته حدود ۵۰ تا ۶۰ درصد مشارکت داشته‌اند، تنها حدود ۴۰ درصد از واجدین شرایط رای دادن در انتخابات میان دوره ای به پای صندوق‌های رای می‌روند. از نظر تاریخی، انتخابات میان‌دوره‌ای اغلب باعث می‌شود که حزب رئیس‌جمهور کرسی‌های خود را در کنگره از دست می‌دهد، و همچنین اغلب شاهد است که مخالفان حزب مخالف رئیس‌جمهور کنترل یک یا هر دو مجلس کنگره را به دست می‌آورند.
انتخابات میان دوره‌ای ۲۰۲۲ آمریکا هشتم ماه نوامبر برابر با ۱۷ آبان ماه ۱۴۰۱ برگزار می‌شود، نامزدها از دو حزب مطرح دموکرات و جمهوریخواه و سایر احزاب بر سر تمامی ۴۳۵ کرسی مجلس نمایندگان و ۳۵ کرسی از ۱۰۰کرسی سنا و ۳۶ مقام فرمانداری ایالت‌ها به رقابت می‌پردازند، در این دور از انتخابات، جمهوریخواهان تنها به کسب پنج کرسی بیشتر برای دستیابی به اکثریت در مجلس نمایندگان و یک کرسی برای ریاست بر سنا نیاز دارند.